# Гольдфарб, Александр Давыдович
Александр Давидович (Давыдович) Гольдфарб (англ. Alex Goldfarb — Алекс Гольдфарб; род. 23 мая 1947, Москва) — советский и американский биохимик, генетик и микробиолог, общественный деятель и публицист. Руководитель международного Фонда гражданских свобод (2000—2006).

## Ранние годы
Родился в Москве в семье иммунолога и микробиолога, доктора медицинских наук Давида Моисеевича Гольдфарба (1918—1990) и врача-офтальмолога Цецилии Григорьевны Алейниковой-Хейфец (1922—2004). Одним из первых воспоминаний детства Гольдфарб называет арест деда по материнской линии — разведчика-нелегала, подполковника НКВД и секретаря Еврейского антифашистского комитета Григория Марковича Хейфеца.
Получил высшее образование на кафедре вирусологии биологического факультета МГУ в 1969 году, после чего работал в лаборатории молекулярной генетики Института атомной энергии имени И. В. Курчатова под руководством Р. Б. Хесина-Лурье.
В 1970-х годах входил в круг знакомых советского диссидента Андрея Сахарова, был переводчиком на его пресс-конференциях. Также был активистом движения евреев-отказников, его пресс-атташе, и в 1975 году добился разрешения на выезд в Израиль.

## Эмиграция
В Израиле служил в армии и учился в докторантуре в Вейцмановском институте в Реховоте (окончил программу в 1981 году), в 1980 году защитил диссертацию доктора философии по биохимии по теме «Organisation and expression of transfer RNA gene cluster in bacteriophage T4». В 1980—1981 годах проходил постдокторантуру в Институте биохимии Общества Макса Планка в Мартинсриде (Мюнхен).
С 1982 по 1991 год — профессор-ассистент (англ. assistant professor) в Колумбийском университете, жил в Нью-Йорке. С 1992 по 2006 год в НИИ здравоохранения (PHRI, сначала в Нью-Йорке, затем в Ньюарке), заместитель директора (англ. associate director); возглавлял группу, которая вела работы по изучению структуры и действия РНК-полимеразы у кишечной палочки — классического объекта микробиологии и биохимии микробов, с публикациями в ведущих научных журналах (Science, Nature, Cell, Proceedings of the National Academy of Sciences). Индекс Хирша — 41 (2024).
В декабре 1986 года был переводчиком во время первого интервью Андрея Сахарова иностранному телевидению после его возвращения в Москву из горьковской ссылки.
В 1987 году, спустя 12 лет после своего отъезда, Гольдфарб впервые смог вновь посетить СССР благодаря реформам Михаила Горбачёва. Во время визита он отметил, что произошедшие в стране глубокие идеологические перемены не смогли ощутимо улучшить повседневную жизнь людей и функционирование государства: «Я не увидел много перестройки, но увидел много гласности». Свои впечатления от перемен в Советском Союзе он изложил в статье в Нью-Йорк Таймс, озаглавленной «Проверяя гласность. Изгнанник посещает родину».
После визита в Москву Гольдфарб вместе с другими советскими эмигрантами был приглашён на встречу с бизнесменом и филантропом Джорджем Соросом, чтобы обсудить возможность работы фонда Сороса в СССР[страница не указана 460 дней]. Первоначально Гольдфарб был настроен скептически, однако через несколько лет предложил Соросу проспонсировать советских учёных, испытывающих значительные финансовые трудности, и в 1992 году тот направил на это 100 миллионов долларов[страница не указана 460 дней].

## Возвращение в Россию и повторный отъезд
В 1990-х годах Гольдфарб вернулся жить в Россию, работал в благотворительном фонде Сороса «Открытое общество». С 1992 по 1995 год руководил в Международном научном фонде (англ. International Science Foundation) Сороса программой финансовой помощи российским учёным. С 1998 по 2000 год руководил программой фонда «Открытое общество» по борьбе с туберкулёзом в российских тюрьмах, в которой участвовал доктор Пол Фармер[страница не указана 460 дней].
Весной 1995 года Аркадий Евстафьев, пресс-секретарь первого вице-премьера Анатолия Чубайса, познакомил с Гольдфарбом бизнесмена и политика Бориса Березовского. Чубайс и Березовский хотели выйти через Гольдфарба на Сороса, чтобы привлечь того к инвестированию в только что созданный в преддверии выборов президента телеканал ОРТ[страница не указана 460 дней]. Гольдфарб и Березовский подружились, и впоследствии Березовский неоднократно обращался к Гольдфарбу за помощью[страница не указана 460 дней].
24 октября 2000 года Березовский позвонил находившемуся в Нью-Йорке Гольдфарбу и попросил помочь бывшему сотруднику ФСБ Александру Литвиненко, с которым Гольдфарб был ранее знаком. Березовский сообщил, что Литвиненко сбежал из-под подписки о невыезде и находится в Турции с фальшивым грузинским паспортом. Гольдфарб срочно вылетел в Турцию, где встретился с Литвиненко и доставил его в посольство США, однако во въезде в Америку тому было отказано. Тогда Гольдфарб организовал нелегальный въезд семьи Литвиненко в Великобританию — преступление по британскому законодательству, за которое ему запретили посещать эту страну в течение года и в связи с чем он был уволен Соросом. После этого в Россию Гольдфарб не возвращался, опасаясь преследования. С 2000 года постоянно проживал в Нью-Йорке. Литвиненко впоследствии получил в Великобритании политическое убежище, а затем и гражданство.
В декабре 2000 года Гольдфарб возглавил созданный Березовским в США Фонд гражданских свобод. Фонд оказывал финансовую поддержку организациям гражданского общества в России; первым получателем гранта от фонда стал Сахаровский центр. По словам Гольдфарба, после ужесточения в 2006 году российского законодательства о некоммерческих организациях фонд закрыл своё московское отделение, а после смерти Литвиненко и возникновения финансовых проблем у Березовского деятельность фонда по сути прекратилась.
В 2000-е годы Гольдфарб сотрудничал с Литвиненко, в частности, подготовив для издания его книгу «Лубянская преступная группировка» (англ. Lubyanka Criminal Group). В ноябре 2006 года, после отравления Литвиненко, представлял его интересы в течение двух последних недель его жизни, а после его смерти зачитал перед журналистами текст, представленный как предсмертное послание Литвиненко. Позднее при участии вдовы Литвиненко Марины написал и издал книгу «Саша, Володя, Борис… История убийства» (на английском языке вышла в издательстве Simon & Schuster под названием англ. «Death of a Dissident: The Poisoning of Alexander Litvinenko and the Return of the KGB»), которая была переведена на ряд иностранных языков (в том числе на японский, испанский, французский, чешский, польский, турецкий, португальский, немецкий, венгерский, норвежский, итальянский, литовский, русский, шведский, эстонский, словенский, иврит и нидерландский).

## Иск о клевете против российских телеканалов
После отравления Сергея и Юлии Скрипаль в Солсбери 4 марта 2018 года российские телеканалы, освещая этот инцидент, назвали Гольдфарба убийцей Александра Литвиненко. В ответ Гольдфарб подал в суд США иск о защите чести и достоинства против двух российских телеканалов — Первого канала и RT. 4 марта 2020 года федеральный судья Валери Капрони отклонила ходатайство ответчиков об отклонении иска. Дело слушается в Окружном суде Южного округа Нью-Йорка. Рассмотрение иска по существу было отложено до решения вопроса о юрисдикции американского суда над российскими ответчиками. В сентябре 2021 года Апелляционный суд второго округа США подтвердил подсудность «Первого канала» Нью-Йоркскому суду
10 апреля 2024 года, через 5,5 лет после подачи иска, федеральный судья Джон Кронан присудил Гольдфарбу компенсацию в сумме 25 миллионов долларов США.

## Семья
Троюродный брат — художник Александр Данилович Меламид.

## Книги
- Death of a Dissident: The Poisoning of Alexander Litvinenko and the Return of the KGB. New York: Free Press, 2007. — 369 pp. — ISBN 978-1-4165-5165-2.
- En dissidents död mordet på Aleksandr Litvinenko och KGB:s återkomst. Пер. Tomas Håkansson (шведский язык). Stockholm: Prisma, 2007. — 347 pp.
- Morte di un dissidente: La vicenda Litvinenko e il ritorno del Kgb nel racconto di due testimoni d'eccezione (итальянский язык). Milano: Longanesi, 2007. — 386 pp.
- Tod eines Dissidenten warum Alexander Litwinenko sterben musste (немецкий язык). Hamburg: Hoffmann und Campe, 2007. — 427 s.
- Litvinenko: en dissidents død (норвежский). Oslo: Schibsted, 2007. — 384 s.
- A titkos ügynök halála: Alekszandr Litvinyenko megmérgezése és a KGB visszatérése (венгерский язык). Будапешт: Park, 2007 — 419 p.
- Litvinenko: Bir Muhalifin Ölümü: Alexander Litvinenko'nun zehirlenmesi ve KGB'nin dönüşü (турецкий язык). Стамбул: Inkilap Kitabevi, 2007.
- Disidento mirtis: Aleksandro Litvinenkos nunuodijimas ir KGB sugrįžimas (литовский язык). Vilnius: Obuolys, 2009. — 446 p.
- Morte de um Dissidente (бразильский португальский язык). São Paulo: Companhia das Letras, 2007. — 472 p.
- Morte de um dissidente: o envenenamento de Alexander Litvinenko e o regresso de KGB (португальский язык). Porto: Porto Editora, 2007. — 400 p.
- Muerte de un disidente: el envenenamiento de Alexánder Litvinenko y el regreso del KGB (испанский язык). Madrid: Taurus, 2007. — 480 p.
- Meurtre d'un dissident: l'empoisonnement d'Alexandre Litvinenko et le retour du KGB (французский язык). Париж: R. Laffont, 2007. — 406 p.
- Disidentova smrt: zastrupitev Aleksandra Litvinenka in vrnitev KGB (словенский язык). Tržič: Učila International, 2007. — 382 str.
- Śmierć dysydenta: dlaczego zginął Aleksander Litwinienko? (польский язык). Warszawa: Magnum, 2007. — 315 p.
- Smrt disident : otrávení Alexandra Litviněnka a návrat KGB (чешский язык). Brno: Jota, 2007. — 407 s.
- リトビネンコ暗殺 (японский язык). Токио: Hayakawa Shobō, 2007. — 468 p.
- Dood van een dissident: Alexander Litvinenko en het einde van de Russische democratie (нидерландский язык). Amsterdam: Het Spectrum, 2007. — 393 s.
- מותו של סוכן — אלכסנדר 'סשה' ליטביננקו: סיפור הרעלתו של אלכסנדר ליטביננקו ושובו של הקג"ב (иврит). Тель-Авив: ספר לכל‎, 2008. — 382‎ ע.
- Саша, Володя, Борис... История убийства. Нью-Йорк: AGC/Грани, 2010. — 386 с. —  ISBN 978-0-9826857-1-6
- Grisha's Luck (Гришино везенье). Нью-Йорк: HarperCollins, 2011. — 304 pp. —  ISBN 978-0-06-165116-8
- Быль об отце, сыне, шпионах, диссидентах и тайнах биологического оружия. М.: Новое литературное обозрение, 2023. — 384 с. — ISBN 978-5-4448-1962-3 (Шорт-лист Премии «Дар» 2025[67])

## Публикации
Гольдфарб публиковал статьи в The New York Times, The Washington Post, Wall Street Journal, The Telegraph, The Moscow Times, Сноб.

## Цитаты
- Силиконовая долина не смогла бы работать без Уолл-стрит и армии юристов[77].